# 蒙特里永
蒙特里永（法語：Montriond，法語發音：[mɔ̃tʁijɔ̃]）是法国上萨瓦省的一个市镇，位于该省东北部，属于托农莱班区。

## 地理
蒙特里永（46°11'50"N, 6°41'39"E）面积24.71 平方千米，位于法国奥弗涅-罗讷-阿尔卑斯大区上萨瓦省，该省份为法国东部省份，历史上为薩伏依的一部分，北与瑞士接壤，西接安省，南至萨瓦省，东与瑞士和意大利接壤。
与蒙特里永接壤的市镇（或旧市镇、城区）包括：阿邦当斯、埃塞尔罗芒、莫尔济讷、圣让多。

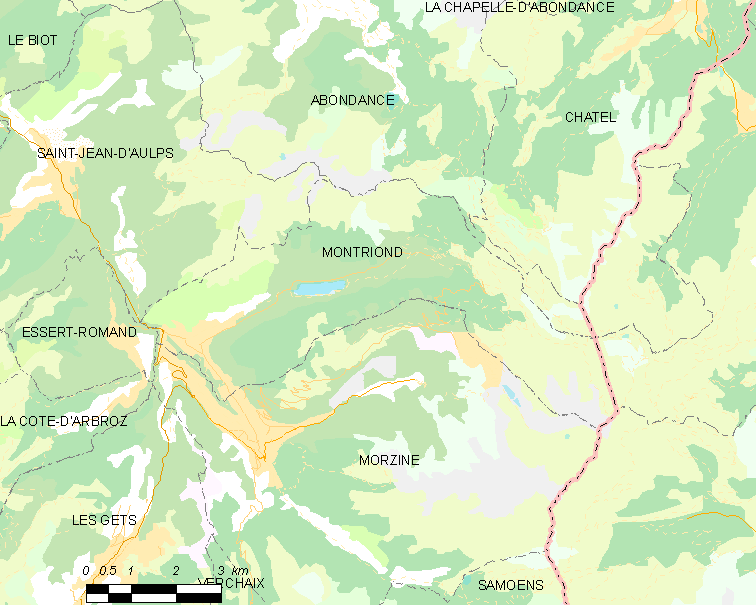
蒙特里永的OSM定位图

蒙特里永的时区为UTC+01:00、UTC+02:00（夏令时）。

## 行政
蒙特里永的邮政编码为74110，INSEE市镇编码为74188。

## 政治
蒙特里永所属的省级选区为埃维昂莱班县。

## 人口

1962-2008年间蒙特里永人口变化图示

蒙特里永于2022年1月1日时的人口数量为956人。